# Waldkirch
Waldkirch là một thị trấn thuộc huyện Emmendingen, bang Baden-Württemberg, Đức. Nơi đây nằm cách Freiburg im Breisgau 15 km về phía đông bắc. Đô thị này có diện tích 48,47 km², dân số thời điểm 31 tháng 12 năm 2020 là 21.801 người.

## Thư viện ảnh

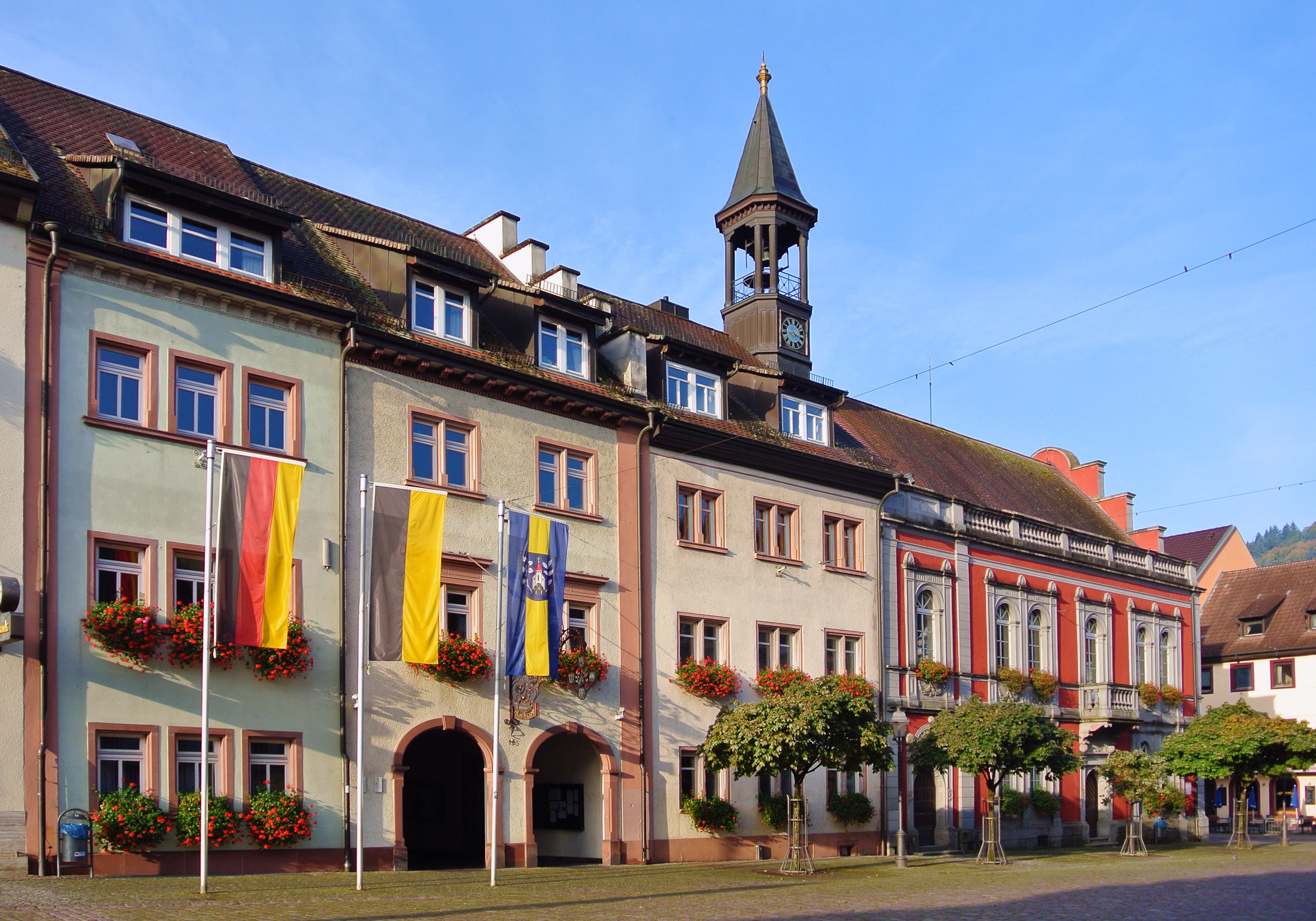
Tòa thị chính Waldkirch
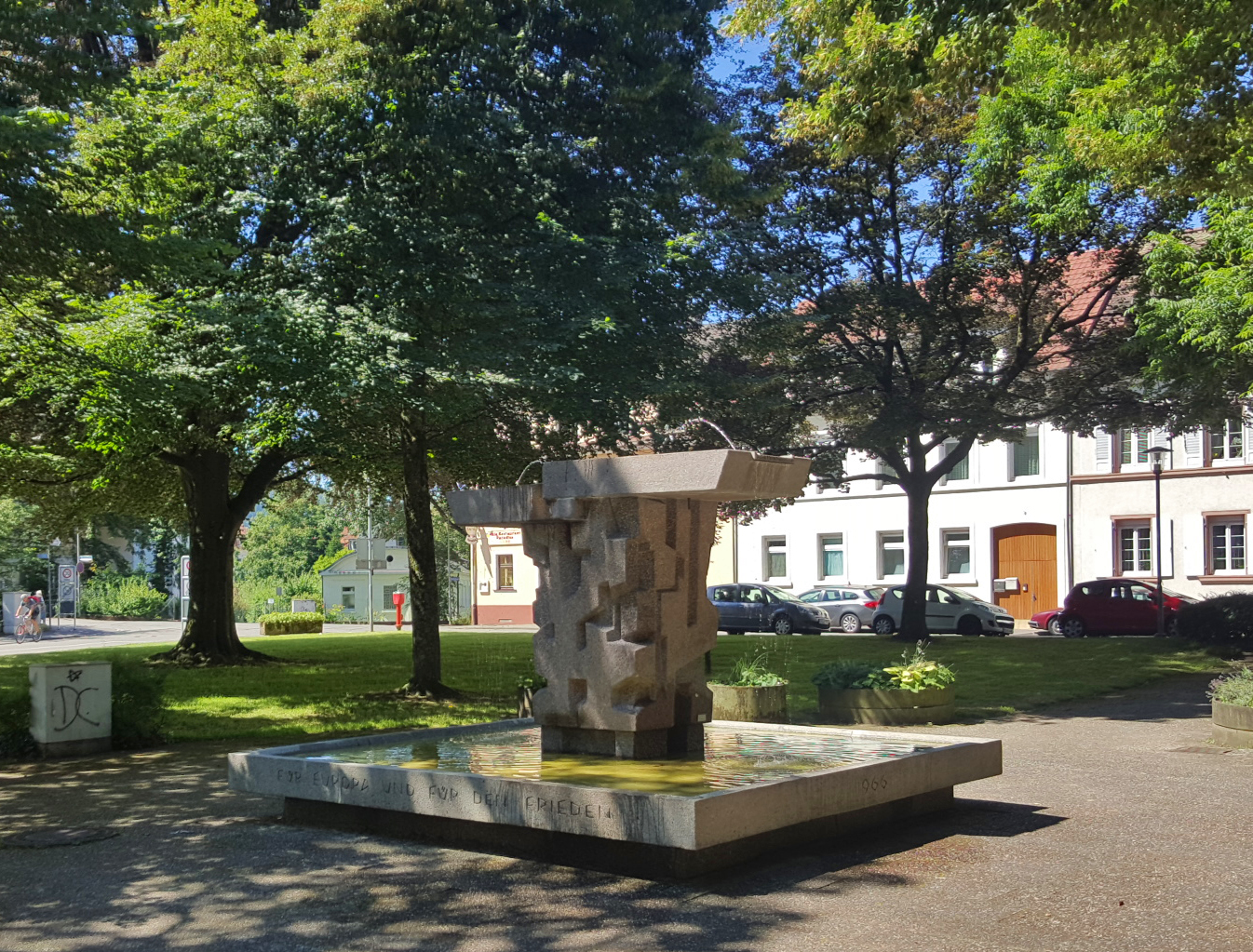
Đài phun nước
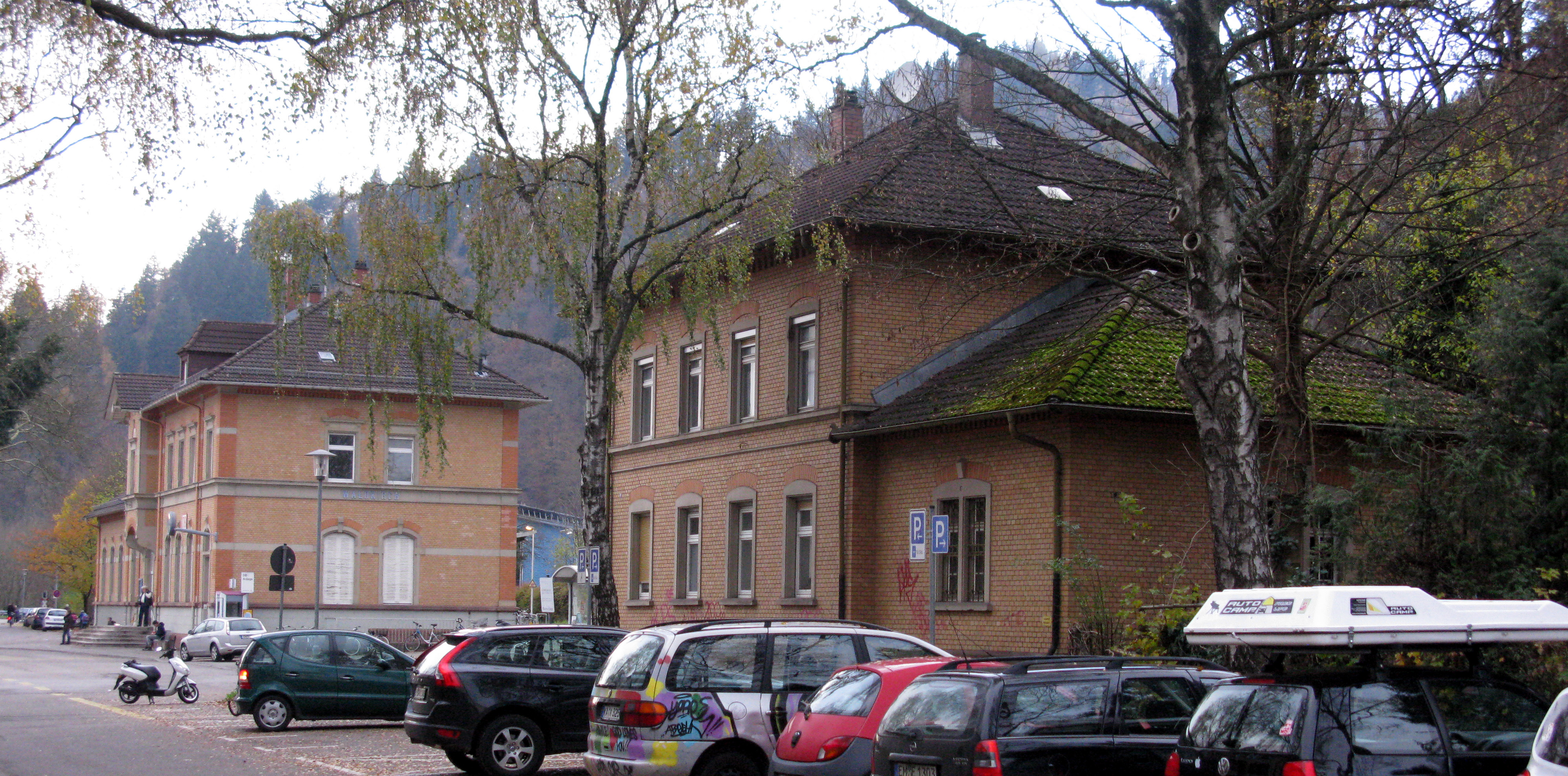
Ga xe lửa Waldkirch
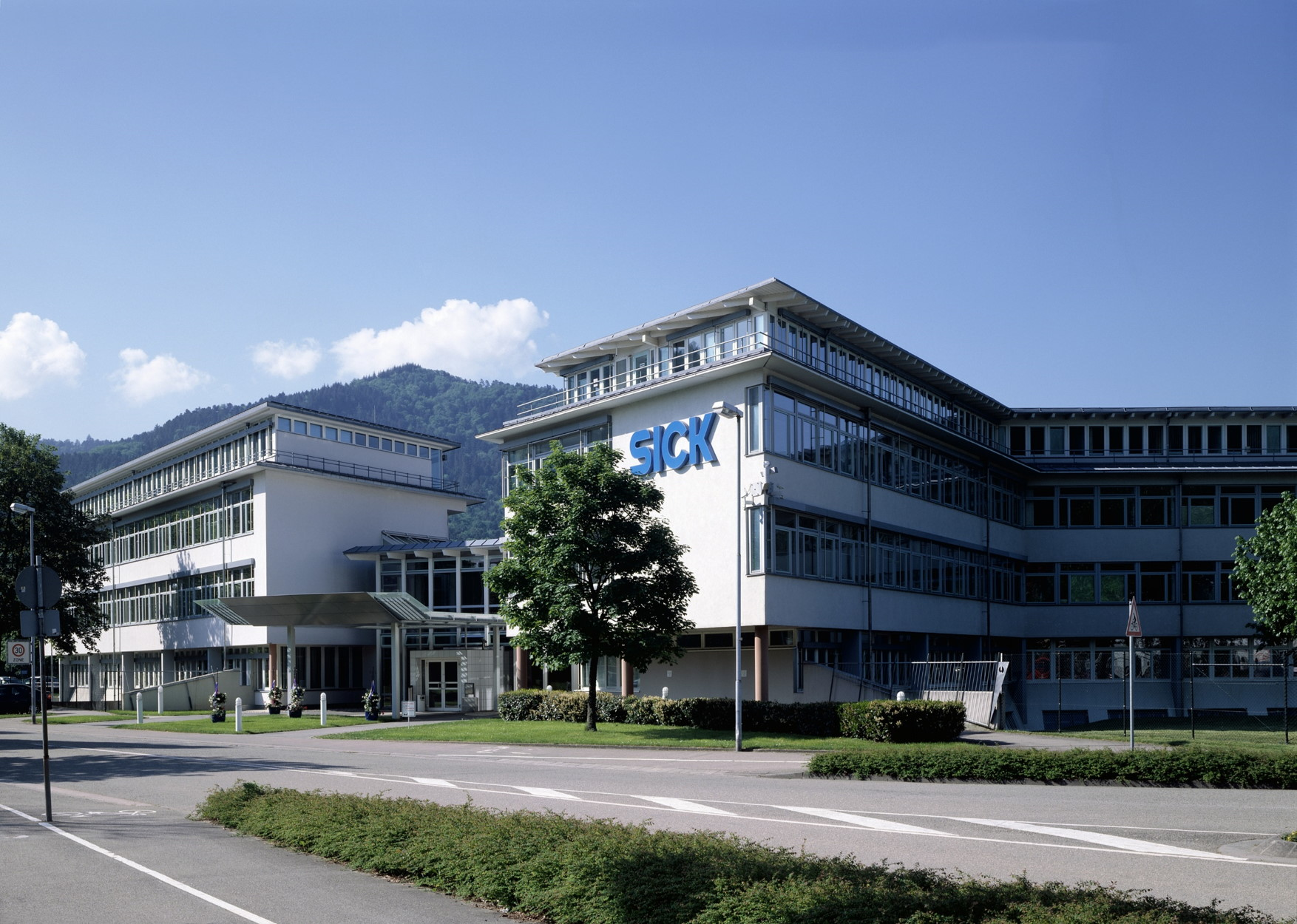
Trụ sở chính của Sick AG
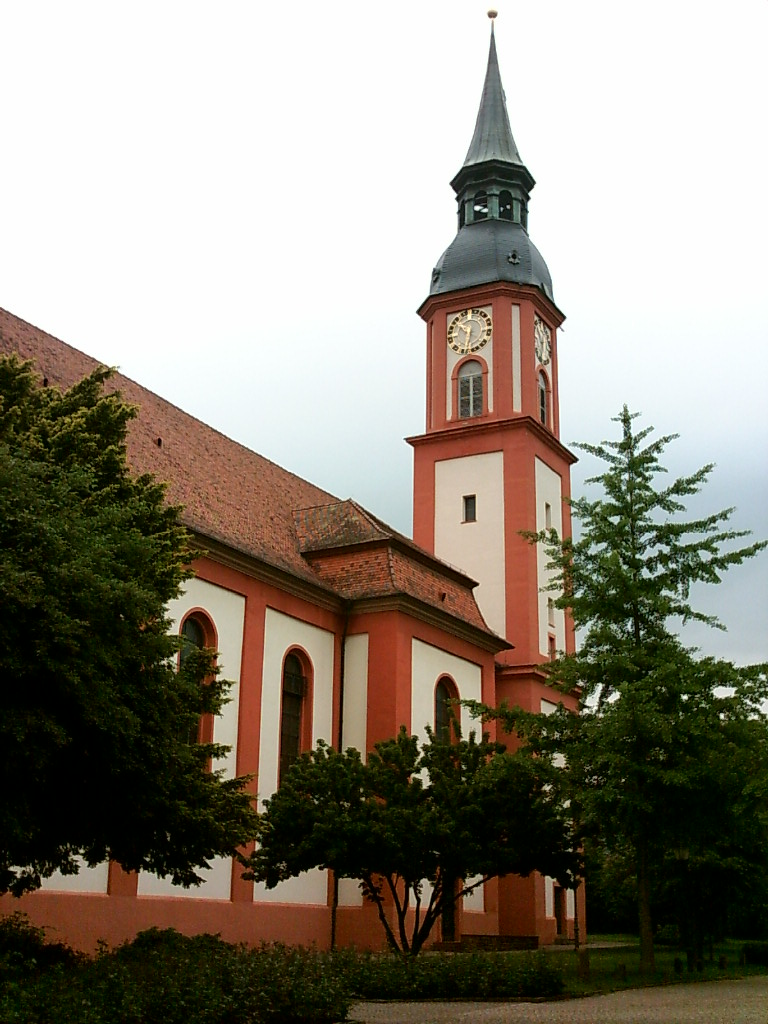
Nhà thờ St. Margarethen
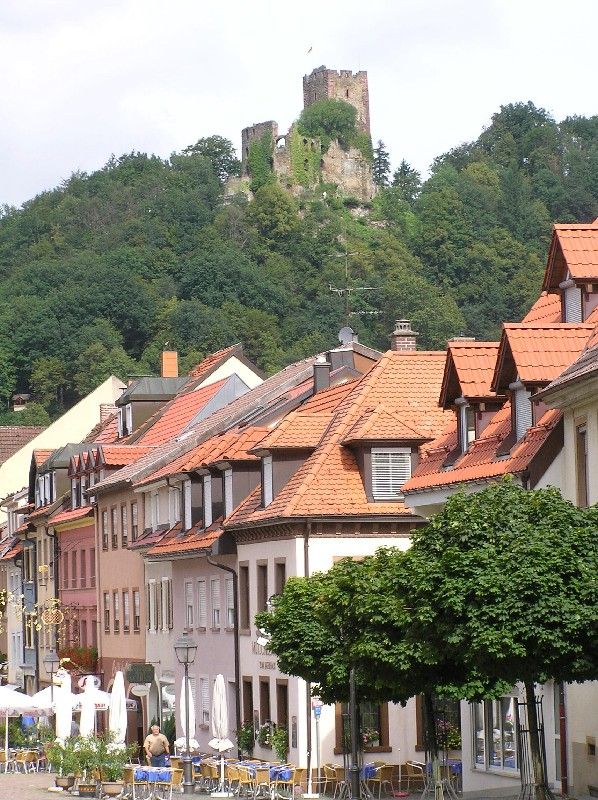
Khu dân cư